# Viola Langella
Viola Langella (Isernia, 14 luglio 1961) è un'ex calciatrice italiana, di ruolo centrocampista e difensore.

## Caratteristiche tecniche
Ha iniziato la carriera giocando come centrocampista, per poi col passare degli anni arretrare il proprio raggio di azione e giocare in difesa, prevalentemente come libero.

## Carriera

### Giocatrice
È cresciuta a Genova allenandosi con le giovani del Genova 70 (quando non esisteva ancora il campionato primavera) per poi esordire in Serie B allenata da Ugo Mignone, marito di Alba Campominosi (segretaria del club) e primo allenatore dell'Associazione Calcio Femminile Genova.

#### Club
Ha giocato in varie squadre della Serie B e Serie A femminile, restando in attività per circa un trentennio. In particolare, le squadre per cui ha giocato sono state l'ACF Genova 70 di Genova (dove ha iniziato a giocare dalle giovanili), il Tigullio 72 di Santa Margherita Ligure, Alaska Lecce, Trani 80, Giugliano, Reggiana ed Atletico Oristano; in totale ha vinto 7 campionati e 4 Coppe Italia femminili.
In particolare, nel 1982 con l'Alaska Gelati Lecce vince sia il campionato che la Coppa Italia, mentre nel 1983 centra un secondo posto in campionato e vince la Coppa Italia col Trani 80, con cui nel 1984, nel 1985 e nella stagione 1985-1986 vince poi 3 Scudetti consecutivi, rimanendo poi in rosa anche nella stagione 1986-1987, chiudendo la stagione con un secondo posto in classifica in Serie A; dopo aver giocato in Puglia anche la stagione 1987-1988 (secondo posto in classifica in Serie A e finale persa di Coppa Italia), al termine di questa annata lascia la squadra pugliese e si trasferisce al Giugliano, con cui nella stagione 1988-1989 vince il suo secondo double in carriera, conquistando sia il campionato che la Coppa Italia; nella stagione 1989-1990 con le campane conquista un secondo posto in massima serie e bissa il successo nella coppa nazionale.
A fine anno, complice lo scioglimento della società campana, si accasa alla Reggiana campione d'Italia in carica. Con le emiliane nella stagione 1990-1991 vince un altro campionato (il suo sesto in carriera), mentre l'anno seguente vince nuovamente la Coppa Italia; conquista infine il suo settimo Scudetto nella stagione 1992-1993, nella quale conquista anche un'altra Coppa Italia.
Si è ritirata dall'attività agonistica nel 2001, all'età di 40 anni.

#### Nazionale
Ha giocato in totale 40 partite con la Nazionale italiana, con la quale ha anche partecipato agli Europei del 1984 e vinto il Mundialito nel medesimo anno.

### Allenatore
Ha conseguito il patentino UEFA B nel 1999, iniziando poi ad allenare in vari settori giovanili (sia femminili che maschili) una volta terminata la sua carriera agonistica. In particolare, tra le squadre da lei allenate ci sono Sampdoria, Reggiana, ASD Sammarinese e Genoa, oltre al Sassuolo femminile. Nella stagione 2008-2009 è stata invece responsabile della scuola calcio della squadra maschile dell'Arzachena.

## Palmarès

### Giocatore

#### Club

##### Competizioni nazionali
- Campionato italiano: 7

Alaska Lecce: 1982
Trani 80: 1984, 1985, 1985-1986
Giugliano: 1988-1989
Reggiana: 1990-1991, 1992-1993
- Coppa Italia: 6

Alaska Lecce: 1982
Trani 80: 1983
Giugliano: 1988-1989, 1989-1990
Reggiana: 1991-1992, 1992-1993

#### Nazionale
- Mundialito: 1

1984